# Козак, Либор
Ли́бор Ко́зак (чеш. Libor Kozák; род. 30 мая 1989[…], Q110678250? или Опава, Североморавский край) — чешский футболист, нападающий. Выступал за сборную Чехии.

## Клубная карьера
Либор Козак — воспитанник клуба «Опава». Летом 2007 года, по рекомендации тренера молодёжного состава, Козак попал в первый состав «Опавы». Он провёл за клуб 26 матчей и забил 11 мячей, выступая во втором дивизионе чемпионата Чехии. В январе 2008 года Козак провёл неделю просмотра в английском клубе «Портсмут», но не подошёл команде.
5 июня 2008 года Козак был куплен римским «Лацио», заплатившим 1,2 млн евро за переход форварда. Первоначально Козак выступал за Примаверу «альбичелести», где забил 7 голов. Тогда же он сделал хет-трик в игре с молодёжным составом «Андерлехта» на турнире Виареджо. 2 мая 2009 года Козак дебютировал в основном составе «Лацио» в матче с «Интернационале», в котором «лациале» проиграли 0:2. Всего в первом сезоне Козак провёл 3 игры.
Летом 2009 года Козак был отдан в аренду в «Брешиа». Либор дебютировал в составе 21 августа в матче с «Читтаделлой». Он провёл за клуб 26 матчей и забил 4 мяча, чем помог клубу выйти в серию А. По окончании сезона руководство «Брешиа» попросило продлить аренду Козака, но «Лацио» отказал, и чех вернулся в состав римлян.
18 сентября Козак забил первый мяч в составе «Лацио», поразив ворота «Фиорентины» и принеся победу своей команде со счётом 2:1.
Либор Козак стал первым чехом, который выиграл снайперскую гонку в Лиге Европы. Несмотря на вылет «Лацио» в четвертьфинале, чешский форвард успел забить восемь голов и опередить таких игроков, как Эдинсон Кавани, Оскар Кардосо и Родриго Паласио. Достижение Козака удивительно тем, что в чемпионате Италии в сезоне 2012/13 он не отличился ни разу.
2 сентября 2013 года «Астон Вилла» объявила о приобретении форварда «Лацио» Либора Козака. 24-летний чешский нападающий обошёлся англичанам примерно в £ 7 млн и подписал контракт с бирмингемцами до 2017 года. 21 сентября 2013 года Козак в матче против «Норвич Сити» забил свой первый мяч за новую команду, принеся тем самым своему клубу победу со счетом 1:0.
В июне 2021 года перебрался в Венгрию, подписав контракт с клубом «Академия Пушкаша».

## Карьера в сборной
Козак выступал за молодёжную команду Чехии на ЧЕ-2011, где его команда заняла 4-е место. Вызов во взрослую команду своей страны Либор получил в феврале 2011 года. Дебютировал за сборную 14 ноября 2012 года в матче против Словакии, выйдя на замену и отметившись голом.

### Статистика выступлений за сборную
| Матчи за сборную Чехии | Матчи за сборную Чехии | Матчи за сборную Чехии | Матчи за сборную Чехии | Матчи за сборную Чехии | Матчи за сборную Чехии  | Матчи за сборную Чехии |
| №                      | Дата                   | Оппонент               | Счёт                   | Голы                   | Соревнование            |                        |
| ---------------------- | ---------------------- | ---------------------- | ---------------------- | ---------------------- | ----------------------- | ---------------------- |
| 1                      | 14 ноября 2012         | Словакия               | 3:0                    | -                      | Товарищеский матч       |                        |
| 2                      | 22 марта 2013          | Дания                  | 0:3                    | -                      | Отборочный матч ЧМ-2014 |                        |
| 3                      | 7 июня 2013            | Италия                 | 0:0                    | -                      | Отборочный матч ЧМ-2014 |                        |
| 4                      | 14 августа 2013        | Венгрия                | 1:1                    | 1                      | Товарищеский матч       |                        |
| 5                      | 6 сентября 2013        | Армения                | 1:2                    | -                      | Отборочный матч ЧМ-2014 |                        |
| 6                      | 10 сентября 2013       | Италия                 | 1:2                    | 1                      | Отборочный матч ЧМ-2014 |                        |
| 7                      | 15 октября 2013        | Болгария               | 1:0                    | -                      | Отборочный матч ЧМ-2014 |                        |
| 8                      | 15 ноября 2013         | Канада                 | 2:0                    | -                      | Товарищеский матч       |                        |
| 9                      | 10 июня 2019           | Черногория             | 3:0                    | -                      | Отборочный матч ЧЕ-2020 |                        |

## Достижения
Командные
 «Лацио»
- Обладатель Кубка Италии (2): 2009, 2013

 «Спарта»
- Обладатель Кубка Чехии: 2019/20

Личные
- Лучший бомбардир Лиги Европы: 2012/13